# Maria Luisa Filangeri
Maria Luisa Filangeri (Partinico, 28 januari 2000) is een voetbalspeelster uit Italië. Ze speelt als aanvaller voor ACF Fiorentina in de Serie A.

## Clubcarrière
Filangeri begon haar profcarrière bij SSD Empoli. Na een seizoen stapte ze over naar streekgenoot Florentina San Gimiganon uit San Gimignano. Vanaf 2019 kwam Filangeri uit voor US Sassuolo, waarvoor ze meer dan honderd competitiewedstrijden in de Serie A speelde. In het seizoen 2022/33 werd Filangeri opgenomen in het 'Serie-A-elftal van het seizoen'. Na vijf jaar liet ze Sassuolo achter zich en keerde ze bij ACF Fiorentina terug in Toscane.

## Statistieken
| Seizoen | Club           | Land   | Competitie | Wedstrijden | Doelpunten |
| ------- | -------------- | ------ | ---------- | ----------- | ---------- |
| 207/18  | SSD Empoli     | Italië | Serie A    | 22          | 0          |
| 2018/19 | Florentia      | Italië | Serie A    | 11          | 1          |
| 2018/19 | US Sassuolo    | Italië | Serie A    | 16          | 0          |
| 2020/21 | US Sassuolo    | Italië | Serie A    | 20          | 1          |
| 2021/22 | US Sassuolo    | Italië | Serie A    | 21          | 1          |
| 2022/23 | US Sassuolo    | Italië | Serie A    | 24          | 1          |
| 2023/24 | US Sassuolo    | Italië | Serie A    | 25          | 0          |
| 2024/25 | ACF Fiorentina | Italië | Serie A    | 20          | 0          |
| Totaal  | Totaal         | Totaal | Totaal     | 159         | 4          |

Laatste update: 14 april 2025

## Interlandcarrière
Filangeri maakte haar debuut voor het Italiaanse nationale team op 14 juni 2021 in een vriendschappelijke wedstrijd tegen Oostenrijk door in de 79ste minuut in te vallen voor Angelica Soffia.